# Mausoleum im Schlosspark Gadow
Das Mausoleum im Schlosspark Gadow im Nordwesten der Prignitz in Brandenburg wurde 1816 für den verstorbenen königlich-preußischen Generalfeldmarschall Wichard Joachim Heinrich von Moellendorff (1724–1816) errichtet. Die architektonischen Pläne stammen vom preußischen Architekten Salomo Sachs. Das Bauwerk gehört zu den herausragenden klassizistischen Denkmalen der Prignitz und der Region Nordwestbrandenburg und steht unter Denkmalschutz.

## Lage
Die Grabstätte befindet sich am Rande des bewaldeten Parks von Schloss Gadow zwischen Lanz und Gadow. Von Lanz liegt das Mausoleum ca. 1,08 Kilometer nordöstlich entfernt und von Gadow sind es ca. 700 Meter in südwestlicher Richtung.

## Geschichte
Wichard von Möllendorff hatte den Bau des Erbbegräbnisses an seinem heutigen Standort testamentarisch verfügt. Von 1804 bis 1816 war das Schloss Gadow in seinem Besitz.
Am 28. Oktober 1817 fanden die Trauerfeierlichkeiten für Wichard von Möllendorf und dem am 27. August 1813 in der Schlacht bei Hagelberg gefallenen (Wichhart Friedrich Wilhelm Heinrich Ernst Bogislav (1782–1813)) Hauptmann von Bonin-Möllendorff statt, der zu diesem Zeitpunkt ins Erbbegräbnis umgebettet wurde. Der Prediger Neffe aus Cumlosen, hielt die Rede zur Eröffnung des Mausoleums vor Geistlichen und zahlreichen Gästen.

### Architektur

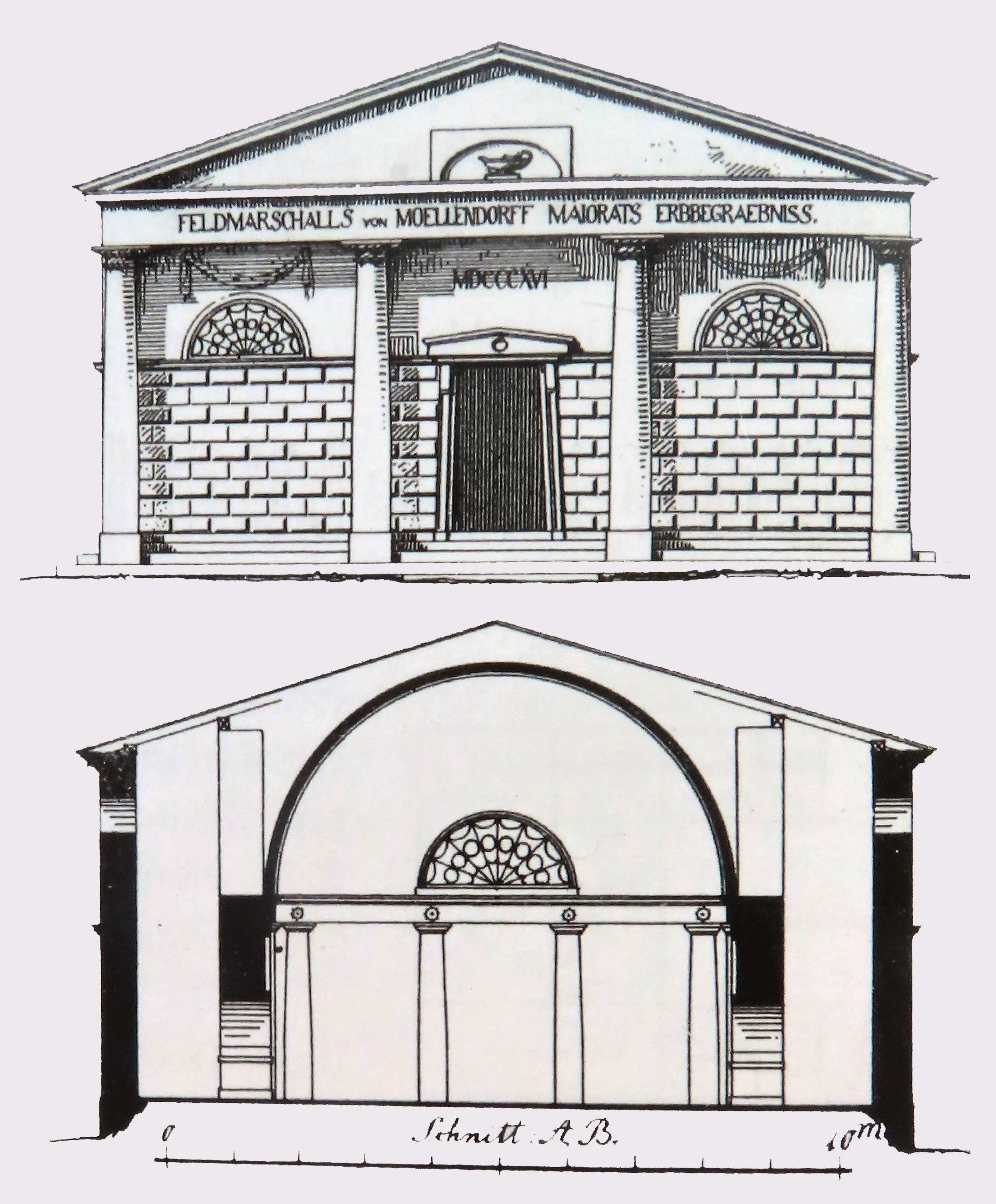
Architektonische Zeichnung des Mausoleums im Schlosspark Gadow von Architekt Salomo Sachs (1816)

Das Bauwerk ist auf einem annähernd quadratischem Grundriss von 12 mal 12 Metern errichtet und zeigt einen Grabbau in Anlehnung an griechische Tempelarchitektur mit vorgesetztem Säuleneingang (Portikus) und einer dreistufigen Treppe. Vier Dorische Säulen aus Sandstein tragen einen Dreiecksgiebel, auf dem Architrav über den Säulen ist die Inschrift zu lesen:
In der Schmuckfläche mittig im  (Giebeldreieck) ist ein Kalksteinquader eingelassen, aus dem eine bogige Nische mit einer bildhauerisch gestalteten Öllampe herausgearbeitet wurde. Bis zur halben Höhe wird die Fassade von gemauerten und verputzten Quadern, einer sogenannten Rustizierung, umrundet. Die restlichen Fassadenflächen sind mit einem Glattputz versehen und das Satteldach ist mit Schiefer eingedeckt. Den Eingang bildet eine in Sandstein gerahmte Tür, die sich nach oben hin verjüngt. Das Mausoleum hat insgesamt sieben rahmenlose Fensteröffnungen, die als Halbkreisfenster mit einer fächerförmigen Gitterfüllung ausgestattet sind. Die Festons über den Fenstern des Eingangs, nach Entwurf von Sachs, sind nicht mehr erhalten.
Der Innenraum besitzt ein Mittelschiff, das als Tonnengewölbe mit 6,5 Meter Höhe und 6,5 Meter Breite erbaut wurde. Die Seitenwände besitzen jeweils zur linken und rechten Seite fünf gedrungene rundbogige Nischendurchbrüche, auch als Rundbogenarkaturen bezeichnet, durch die in sich dahinter befindliche Seitenschiffe Sarkophage eingeschoben werden können. Die beiden Seitenschiffe sind nur über die niedrigen Durchbrüche zugänglich und ermöglichten Chören eine diskrete Aufstellung bei Trauerfeierlichkeiten.
In den Jahren von 2015 bis 2016 wurde das Denkmal mit Mitteln der Deutschen Stiftung Denkmalschutz saniert und konnte am 22. November 2016 für die Öffentlichkeit freigegeben werden.

### Nachnutzung
Es soll zusammen mit der Parkanlage und dem Schloss touristisch bzw. teils als Gedenkstätte museal genutzt werden.